# ترانسدانوبيا الغربية
ترانسدانوبيا الغربيةهي واحدة من سبع مناطق بالمجر المحددة منذ 1966 وتتكون من ثلاث مقاطعات: زالا، فاس و ديور-موشون-سوبرون.